# ظباء شبيهة الخيل
ظباء شبيهة الخيل أو ظباء الرعي (الاسم العلمي:Hippotraginae) هي أسرة من الحيوانات تتبع فصيلة البقريات. التشبيه بالخيل يشير إلى خصائص تشبه خصائص الخيل من حيث حجم الجسم ونسبه مثل السيقان الطويلة والجسم الصلب مع الرقبة العضلية سميكة نسبيا.

## التصنيف
- - أسرة ظباء شبيهة الخيل
    - جنس ظبي شبيه الخيل
      - ظبي أسمر
      - ظبي سابل
      - ظبي أزرق (منقرض)

    - جنس المها
      - مها شرق أفريقية
      - مها أبو حراب
      - مها جنوب أفريقية
      - مها عربية

    - جنس أبو عدس